# 山中湖情報創造館
山中湖情報創造館（やまなかこじょうほうそうぞうかん）は、山梨県南都留郡山中湖村にある公共図書館。山中湖文学の森公園の中にある。管理運営は特定非営利活動法人（NPO法人）地域資料デジタル化研究会が行っている。「ここへ来れば村のことがすべて分かる施設」を目標とし、図書館機能を含めた地域の情報拠点施設・情報活動支援施設とするために「情報創造館」と命名された。「富士の麓の知の書斎」を標榜する。

## 概要
建物は大宇根建築設計事務所の設計で、木造平屋建て、敷地面積は98,047.1 m2、建築面積は1,647.3 m2、延床面積は1,569.8 m2である。地元産の木材を多用し、暖かみのある建築物である。
観光地である山中湖に立地することから、村民だけでなく観光客や別荘の住人の利用も多い。村の人口が約6,000人と少ないため、図書館側も観光客・別荘の住人を利用者として意識しており、更に周辺市町村の住民や広報活動を通して集まる遠方からの参加者なども利用者と想定して行事等を開催している。

### 図書館「情報創造館」
延床面積は498m2。山中湖尋常高等小学校と渡り廊下で結ばれている。
事前に申し込めば、専用ロッカーを介して24時間いつでも図書を借りることができるサービスを行っている。このサービスは指定管理者からの提案によるもので、情報創造館の目玉事業である。
- 蔵書数 56,000冊。
- 貸出料 無料。
- 利用時間：午前9時30分 - 午後9時（12月 - 3月は午後7時まで）
  - 職員は1日6時間2交代制で勤務しており、長時間の開館時間を実現している[6][14]。
- 休館日：毎月月末の平日（職員研修日）、大晦日・元旦、2月の蔵書点検期間中[6]。年間の休館日数は20日と非常に少ない[6]。
- 貸出制限：居住地の制限はなく、身分証明書を提示すれば誰でも利用者カードを作成できる[15]。
- 貸出可能点数：図書：制限なし、雑誌：3冊、CD・DVD：3点
- 貸出可能期間：図書・雑誌：3週間、CD・DVD：1週間
- 予約、リクエスト可能。
- 公衆無線LANあり、充電可能。
- 磁気タグを利用した自動貸出・返却システムを導入[6][8]。
  - 職員の負担軽減[6] と利用者のプライバシーの配慮に役立っている[8]。また不明本の数を少なくする効果もある[16]。

### 研修室「山中湖尋常高等小学校」

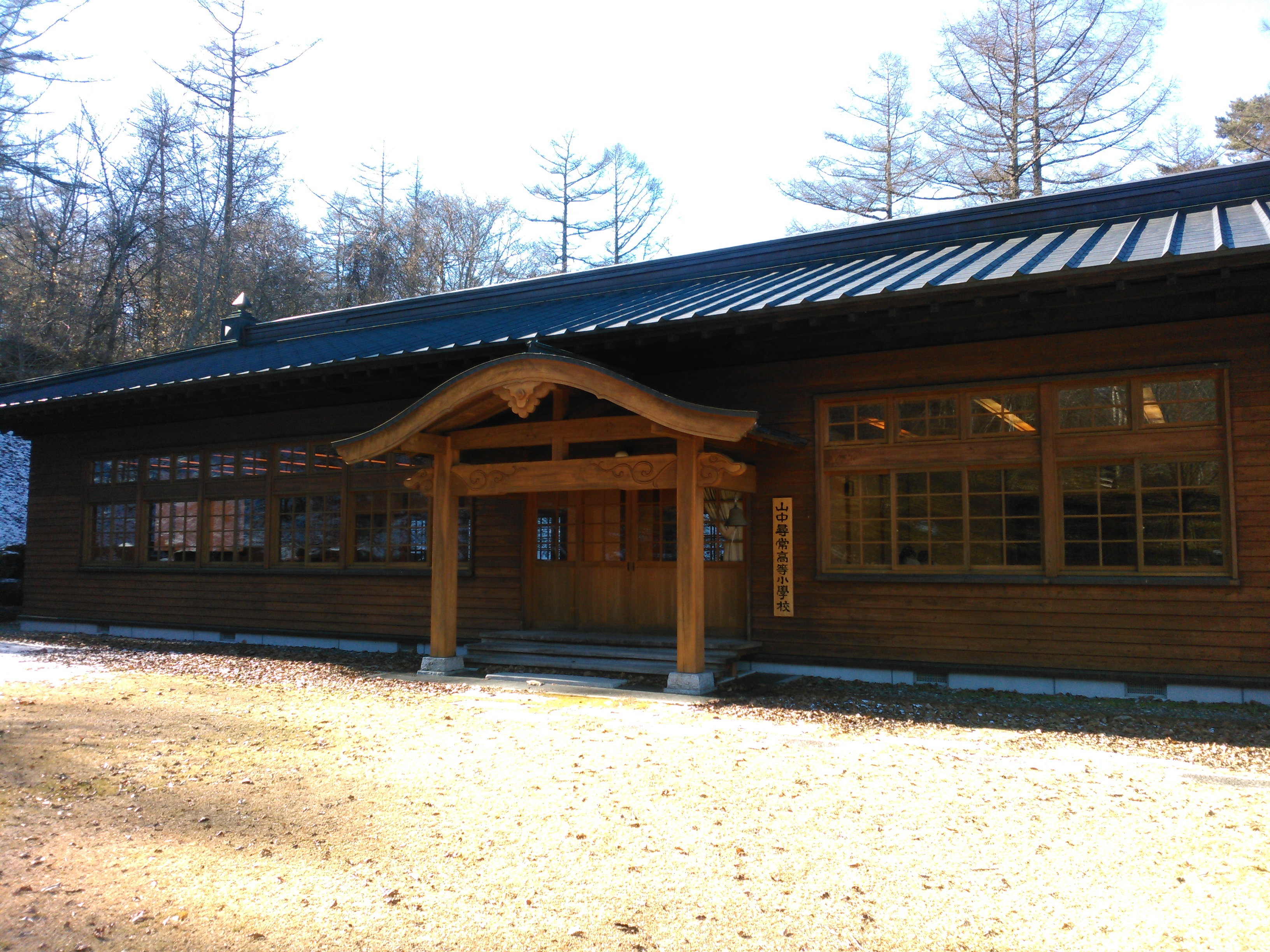
研修室『山中湖尋常高等小学校』

情報創造館の付属施設で、山中湖尋常高等小学校を移築したものである。延床面積は273 m2。
- 研修室1・2
- 有料で予約・利用ができる。
- 1教室1時間 1,500円（村民利用 1,000円）
- AV機器 3,000円/回（研修室1、あるいは研修室1+2での使用）
- 特定の宗教活動、特定の政治活動および公序良俗に反する使用はできない。

## 歴史

### 開館準備期（2002-2004）
山中湖情報創造館の開館前は、公民館図書室が毎週水曜日の午後だけ図書館としての役割を果たしていた。当時の山中湖村では「この村に図書館利用者などいないだろう」という考えがあり、1998年（平成10年）頃まで図書館を設立しようという機運すらなかった。
2002年（平成14年）になり特定防衛施設周辺整備調整交付金を利用して図書館建設が検討されると、2003年（平成15年）2月に山中湖村のボランティア団体「図書館を育てる会」がアドバイザーとして小林是綱を招き、勉強会を開催した。この勉強会に教育委員会の社会教育主任がおり、小林の発言を聞いて図書館準備室のメンバーに招聘（しょうへい）、2003年（平成15年）4月1日に初代館長として小林に辞令を発した。時を同じくして地方自治法の改正により指定管理者制度が導入され、山中湖村では開館と同時に笛吹市に拠点を置くNPO法人地域資料デジタル化研究会に運営を委託することを決定した。小林はNPO法人の理事長を務めるとともに、山梨県立図書館職員や石和町立図書館（現・笛吹市石和図書館）館長の経験を持つ人物であった。2002年（平成14年）9月に着工した。
「民間人」として館長に就任した小林は、公務員でないことを最大限に生かした図書館運営を行うため、休館日を最小限に抑え、開館時間を長くし、24時間貸出可能なシステムを作ることにした。この方針は2003年（平成15年）4月中に固められた。一方で図書館職員には公務員以上に厳しい守秘義務を課すことを村長に宣誓した。開館前の2004年（平成16年）3月4日には『未来をつくる地域図書館』と題して菅谷明子の講演会を開催、菅谷が紹介したニューヨーク公共図書館や菅谷からの助言・提案を図書館運営の目標に据えた。

### 開館後（2004-）
2004年（平成16年）4月21日に完成式を挙行し、同年4月25日午前9時30分に 日本初の指定管理者制度導入図書館として開館した。建設費は331,019,976円であった。開館当時の職員は館長を含めて8人で、うち司書資格保持者が5人、デジタルライブラリアン資格保持者1人であった。指定管理期間が3年であったため、職員は全員契約職員で、1 - 3年の契約であった。館長の小林は無給であった。
開館1年目の実績は、開館日数347日、蔵書数29,161冊、貸出冊数42,373冊で村民1人当たり7.2冊借りている計算になった。2005年（平成17年）8月5日には指定管理者制度を考えるフォーラムを地域資料デジタル化研究会と山梨学院大学生涯学習センターの共同で開催した。不明本は6冊であったが、指定管理者が弁償したため不明率は0%だった。2007年（平成19年）度には開館日数348日、蔵書数42,310冊、貸出冊数58,389冊で村民1人当たり9.85冊借りている計算になった。
2014年（平成26年）10月からは日本電子図書館サービスによる実証実験として電子図書館サービスの提供を開始した。2015年（平成27年）6月からガイスター・カルカソンヌなどボードゲームの貸し出しを開始し、月に1度の「ボードゲームの日」も始めた。同年8月14日には日本国内の公共図書館で2番目に3Dプリンターを導入、8月22日にはロボットのPepperが「職員」になった。来館者の対応や図書館でのイベントへの参加を行っている。

## 指定管理者による運営
情報創造館は指定管理者として地域資料デジタル化研究会が運営する。研究会が村から受け取っている指定管理料は人件費に充当されており、資料購入費、光熱水費、通信費、警備費、メンテナンス費、消耗品費は村教育委員会が直接支出している。ただし低い指定管理料で契約しているため、研究会自身が館内でライブラリーショップの経営、有料のイベント・セミナーの開催、研修室の利用料、視察の受け入れ料によって不足する人件費を補っている。

## 特色
情報創造館では子供らの利用を促進しており、小中学生を「ジュニアライブラリアン」に任命したり、ポスター作りなどのワークショップを開催している。

### 地域資料のデジタル化
デジタル資料の作成を積極的に行っている。具体的には新聞記事のデータベース化、富士山に関する資料の目次・索引作成、地域の映像・音声による記録が挙げられる。これらは指定管理者である地域資料デジタル化研究会の設立・活動目的と一致する。
新聞記事のデータベース化は毎朝、山中湖や富士山に関するものをクリッピングしている。

### 選書ツアー
開館前から選書ツアーを東京都内の書店で開催してきた。選書ツアーは2000年代に流行したものの「司書の専門性の放棄」などと批判を浴び、日本国内では衰退傾向であるが、情報創造館では毎年夏に中学生、秋に大人を対象とした選書ツアーを継続している。
選書ツアーの参加者は自身の良いと思った図書を時間をかけて選び、図書館員は重複などの確認作業を行い、購入図書が決定される。新着図書の購入費のうち、2割は選書ツアーによって購入する。

### 人材育成の推進
小規模な図書館であるため1人の職員が広範な業務を担う必要がある。情報創造館では大学生対象の「司書の卵キャンプ」や一般住民を対象にした「Lib+Live」といったセミナーを開催して問題意識の共有と課題解決に向けた取り組みを行っている。また職員に対し、指定した講習会・研修へ参加する場合は交通費を半額支給している。
司書の卵キャンプは、司書課程を開設しながら図書館実習を課していない大学の学生に向けて図書館資料のデータ入力ボランティアを募ったことを契機として開始され、読み聞かせやワークショップ、指定管理者制度の現場の声の報告などがこれまでのキャンプで行われている。

## 課題

### 小規模図書館としての存続
情報創造館のある富士北麓地域には富士吉田市立図書館、富士河口湖町生涯学習館、忍野村立おしの図書館があり、蔵書数ではいずれも情報創造館を上回っている。そこで小規模な図書館として情報創造館が生き残っていくには最大限の費用対効果による存在価値向上が求められている。また情報創造館は指定管理者の運営する図書館であるため、指定管理料以外にも自ら資金を調達しなければ十分に運営することができなくなってしまう。

### 職員の地位の不安定
職員の平均年収は一家の家計を支えることができる水準ではなく、過去には電気を止められてしまった職員も存在した。このため毎年2人程度の職員が次の契約を更新せずに退職している状況である。雇用者である地域資料デジタル化研究会がイベントなどから得る事業収入は年間80万円程度で、指定管理の契約期間以上の雇用を担保できないため、職員の地位は不安定である。このため、職員はアルバイトなどで他の収入源を確保しなければならず、キャリアアップのためには着任早々から次の就職先を意識した知識・経験の蓄積や人脈形成が求められる。
日本図書館協会では民間運営の図書館が低賃金労働が多いことに憂慮を示したが、雇用者側は「人々にとって図書館が本当に必要なら、住民らが自分たちでつくるくらいの気概が必要」と回答している。

## 交通
- 高速バス
  - 中央高速バスで旭日丘バス停下車徒歩10分。
- 鉄道・路線バス
  - 富士山麓電気鉄道富士急行線富士山駅下車。
  - 富士山駅から路線バスにて25分、山中湖文学の森バス停下車徒歩3分。
- 自動車
  - 東富士五湖道路山中湖ICから国道138号を山中湖方面へ約4 km。